# بطولة الأمم الرئيسية 1904
بطولة الأمم الرئيسية 1904 (بالإيطالية: Home Championship 1904)‏ هو الموسم 22 من  بطولة الأمم الرئيسية. كان عدد الأندية المشاركة فيه  4، وفاز فيه منتخب اسكتلندا الوطني لاتحاد الرغبي.